# San Juan del Cesar
San Juan del Cesar là một khu tự quản thuộc tỉnh La Guajira, Colombia. Thủ phủ của khu tự quản San Juan del Cesar đóng tại San Juan del Cesar Khu tự quản San Juan del Cesar có diện tích 1415 ki lô mét vuông. Đến thời điểm ngày 28 tháng 5 năm 2005, khu tự quản San Juan del Cesar có dân số 30052 người.